# Rödingtjärnen (Stensele socken, Lappland, 724053-156330)
Rödingtjärnen är en sjö i Storumans kommun i Lappland och ingår i Umeälvens huvudavrinningsområde. Sjön har en area på 0,105 kvadratkilometer och ligger 640,3 meter över havet.

## Delavrinningsområde
Rödingtjärnen ingår i det delavrinningsområde (724189-156069) som SMHI kallar för Mynnar i Laisbäcken. Medelhöjden är 614 meter över havet och ytan är 34,4 kvadratkilometer. Det finns inga avrinningsområden uppströms utan avrinningsområdet är högsta punkten. Olbonbäcken som avvattnar avrinningsområdet har biflödesordning 3, vilket innebär att vattnet flödar genom totalt 3 vattendrag innan det når havet efter 275 kilometer. Avrinningsområdet består mestadels av skog (89 procent). Avrinningsområdet har 0,42 kvadratkilometer vattenytor vilket ger det en sjöprocent på 1,2 procent.